# Bogdán László (költő)
Bogdán László (Sepsiszentgyörgy, 1948. március 8. – 2020. augusztus 10.) erdélyi magyar költő, író, újságíró. A Magyar Művészeti Akadémia tagja (2005). Írói álneve: Vaszilij Bogdanov.

## Életútja
Középiskolai tanulmányait a Székely Mikó Kollégiumban végezte, 1966-ban érettségizett. Segédraktárnok, állategészségügyi munkás, keramikus, nevelő, művelődési aktivista, majd 1969-től a sepsiszentgyörgyi Megyei Tükör belső munkatársa volt. Első verse az Ifjúmunkásban jelent meg; rendszeresen közölt verseket, novellákat, kritikai írásokat, műfordításokat és publicisztikát az Utunkban, Igaz Szóban, heti- és napilapokban. Szerepelt a Kapuállító című antológiában (1971). 1987-től A Hét című bukaresti hetilapot szerkesztette.
Az 1990-es években a sepsiszentgyörgyi Háromszék című napilapba politikai, kulturális és művelődéspolitikai cikkeket írt. A Magyar Újságírók Romániai Egyesülete (MÚRE) az 1995. évre nívódíjjal jutalmazta Bogdán László publicisztikai tevékenységét.

## Kötetei
- Matiné. Versek; Kriterion, Bukarest, 1972 (Forrás)
- Helyszínkeresések forgatáshoz (regény, Bukarest, 1978)
- Címeremben két hattyú (regény, Bukarest, 1980)
- Játék mozgó tükrökkel (elbeszélések, Bukarest, 1983)
- Ingaévek (versek, Bukarest, 1984)
- Luca-napi időjóslások. Derűs UFO-történet (fantasztikus regény); Kriterion, Bukarest, 1985
- A bőrönd elföldelése. Elbeszélések; Kriterion, Bukarest, 1986
- Promenád avagy a jobb kézre húzott kesztyűk városa. Töredékek vígeposzból; Kriterion, Bukarest, 1989
- A késdobáló, avagy A jobb kézre húzott kesztyűk városa. Töredékek vígeposzból. Második könyv; Kriterion, Bukarest, 1991
- Eltűnés. Harmadik könyv; Kriterion–Polis, Bukarest–Kolozsvár, 1994
- Agitátorok éjszaka. Töredékek vígeposzból; Bon Ami, Sepsiszentgyörgy, 1995
- Az erdélyi kertmozi. Versek; Mentor, Marosvásárhely, 1995
- Az ördög Háromszéken. Töredékek vígeposzból. Szocreál ponyva; Bon Ami, Sepsiszentgyörgy, 1997
- Átiratok múzeuma. Versek; Mentor, Marosvásárhely, 1998
- Ház a kopár hegyen. Történetek; Mentor, Marosvásárhely, 2000
- Öt korsó sör a Golgotában; Kortárs, Bp., 2000
- Argentin szárnyasok. Versek; Mentor, Marosvásárhely, 2001
- Drakula megjelenik; Mentor, Marosvásárhely, 2002
- A szoros délben. Erdélyi magyar regény az elválásokról; Pallas-Akadémia, Csíkszereda, 2002
- Hol vagytok, ti régi játszótársak?; Mentor, Marosvásárhely, 2003
- Oldás és kötés. Szövegek és körülmények; Felsőmagyarország–Szépírás, Miskolc–Szolnok, 2003
- Az erdélyi madonna. Fejezetek egy regényből; Pallas-Akadémia, Csíkszereda, 2004
- P. a ketrecben. Versek; Mentor, Marosvásárhely, 2004
- Bűbájosok. Regény; Mentor, Marosvásárhely, 2005
- A démon női alakot ölt. Lírai napló 2003–2005; Mentor, Marosvásárhely, 2006
- Hutera Béla utolsó utazása; Mentor, Marosvásárhely, 2007
- Szindbád a taligán. Versek; Pallas-Akadémia, Csíkszereda, 2007
- A felesleges utazás; Pallas-Akadémia, Csíkszereda, 2008
- Tatjána avagy Kifelé a férfikor nyarából. Szerelmi történet. A kintrekedtek 1.; Mentor, Marosvásárhely, 2008
- Felröppenő flamingó; Mentor, Marosvásárhely, 2009
- Ricardo Reis Tahitin; Concord Media, Arad, 2009 (Irodalmi jelen könyvek)
- A vörös körben. A kintrekedtek 2.; Mentor, Marosvásárhely, 2010
- A két boldog fénygombolyag. A kintrekedtek 3.; Mentor, Marosvásárhely, 2011
- Münchausen báró kalandjai a mélabús tornyok városában; Pallas-Akadémia, Csíkszereda, 2012
- Vaszilij Bogdanov: A végzet kirakós játékai. Összegyűjtött versek I. 1914–1925; Mentor, Marosvásárhely, 2013
- Arcok a forradalmi menetoszlopból, 1939–1982. Egy önkéntes száműzött vázlatai; ARTprinter, Sepsiszentgyörgy, 2014
- Az elveszett árnyékok története. Mesék a táborból; Pallas-Akadémia, Csíkszereda, 2014
- Arcok a forradalmi menetoszlopból, 1939–1982. Egy önkéntes száműzött vázlatai; ARTprinter, Sepsiszentgyörgy, 2014
- Az ördög Háromszéken. Szocreál ponyva; Hargita, Csíkszereda, 2015 (Székely könyvtár)
- Vaszilij Bogdanov: Ricardo Reis Szibériában, 1944; ARTprinter, Sepsiszentgyörgy, 2015
- Vaszilij Bogdanov: Az illuzionista és a szörnyeteg. Összegyűjtött versek II., 1925–1964; Mentor, Marosvásárhely, 2015
- Az önpusztítás módozatai; ARTprinter, Sepsiszentgyörgy, 2016
- Ha mégis visszamennék; Tinta, Árkos, 2016
- A vörös pók hálójában. Összegyűjtött versek (1964–1982); Tinta, Árkos, 2017
- A démon Berlinben. Csábítás passziánsz. Lermontov kontra Bódy Gábor; ARTprinter, Sepsiszentgyörgy, 2018
- Szembefordított tükrök; Tinta, Árkos, 2020

## Műfordítás
- Petre Stoica: Nyulak és évszakok (versfordítások, 1978)

## Idegen nyelven
- În căutarea unor locuri de filmare; ford. románra George Volceanov, előszó Andrei Roman (Helyszínkeresések forgatáshoz); Kriterion, Bukarest, 1984 (Biblioteca Kriterion)

## Díjak, elismerések
- Marosvásárhelyi Írói Egyesület Díja (1980)
- Román Írószövetség Díja (1981)
- Marosvásárhelyi Írói Egyesület Díja (1985)
- Román Írószövetség Díja (1988)
- Látó-nívódíj (1992, 1998)
- Füst Milán-jutalom (1993)
- Debüt-díj (Látó-díj, 1993)
- MÚRE nívódíja (1995)
- Kortárs-díj (1998)
- Déry Tibor-díj (1999)
- Debüt díj (Látó-díj) (1999)
- Székelyföld-díj (1999)
- Arany János-jutalom (2000)
- Irodalmi Jelen-díj (2002)
- Bárka-díj (2007)
- Méhes György-díj (2007)
- Nívódíj újságírói munkásságért 1995. évre (MÚRE, átadva 1996)
- Márai Sándor-díj (2008)
- József Attila-díj (2010. április)[4]